# کریمر (داکوتای شمالی)
کریمر(به انگلیسی: Kramer) شهری در ایالت داکوتای شمالی کشور ایالات متحده آمریکا است که جمعیت آن در سرشماری سال ۲۰۱۰ میلادی، ۲۹ نفر بوده‌است.